# Мала Гора (Сернурський район)
Мала Гора́ (рос. Малая Гора, марій. Изи Пӱнчер) — присілок у складі Сернурського району Марій Ел, Росія. Входить до складу Кукнурського сільського поселення.

## Населення
Населення — 46 осіб (2010; 39 у 2002).
Національний склад (станом на 2002 рік):
- марі — 100 %